# Marianna Sanguszkowa
Marianna Teofila z Lubomirskich Sanguszkowa (ur. 1693, zm. 12 stycznia 1729) – polska księżna.
Była właścicielką Ostroga, Wiśnicza, Jarosławia. Poślubiła księcia Pawła Karola Sanguszkę. Po bezpotomnej śmierci swojego brata Aleksandra Dominika została jedyną spadkobierczynią majątku Lubomirskich między innymi klucza kolbuszowskiego, który później odziedziczył jej jedyny syn.

## Wywód przodków
| 4. Aleksander Michał Lubomirski          |  |                              |  |  |                        |
|                                          |  | 2. Józef Karol Lubomirski    |  |  |                        |
| 5. Helena Tekla Ossolińska               |  |                              |  |  |                        |
|                                          |  |                              |  |  | 1. Marianna Lubomirska |
| 6. Władysław Dominik Zasławski-Ostrogski |  |                              |  |  |                        |
|                                          |  | 3. Teofila Ludwika Zasławska |  |  |                        |
| 7. Katarzyna Sobieska                    |  |                              |  |  |                        |
|                                          |  |                              |  |  |                        |